# Слияние НХЛ и ВХА
Слияние НХЛ и ВХА в единую лигу, произошедшее в июне 1979 года, завершило семилетнее существование Всемирной хоккейной ассоциации и сделало Национальную хоккейную лигу однозначно главной профессиональной хоккейной лигой Северной Америки.
В результате объединения четыре клуба из ассоциации («Эдмонтон Ойлерз», «Виннипег Джетс», «Квебек Нордикс» и «Хартфорд Уэйлерс») были включены в НХЛ, увеличив её состав с семнадцати до двадцати одной команды.

## Предпосылки
Существование двух конкурирующих хоккейных лиг на одном и том же географическом пространстве рано или поздно должно было закончиться либо их слиянием, либо расформированием какой-то из них. Противостояние основанной в сентябре 1971 года ВХА и имевшей богатую историю НХЛ приносило убытки обеим организациям: в ассоциации клубы регулярно переезжали в поисках лучших финансовых условий, в то время как лиге пришлось в 1978 году сократить свой состав, объединив «Миннесоту Норт Старз» и «Кливленд Баронз» (это единственный с 1943 года случай ликвидации команды в НХЛ). Эти обстоятельства вынудили стороны начать переговоры о слиянии.

## Соглашение
Из шести участников последнего чемпионата ВХА «Эдмонтон», «Виннипег», «Квебек» и «Хартфорд», ранее называвшийся «Новой Англией», были приняты в лигу. Примечательно, что эти четыре клуба выступали в ассоциации с её стартового сезона и, в отличие от многих соперников, ни разу не сменили прописку.

## Последствия
Из включённых в НХЛ в результате слияния команд одни лишь «Нефтяники», ставшие пятикратными обладателями Кубка Стэнли (больше только у членов Оригинальной шестёрки), играют в родном городе по сей день. «Нордикс», «Джетс» и «Уэйлерс» переехали соответственно в Денвер, Финикс и Роли в середине 1990-х годов.